# Llanfynydd

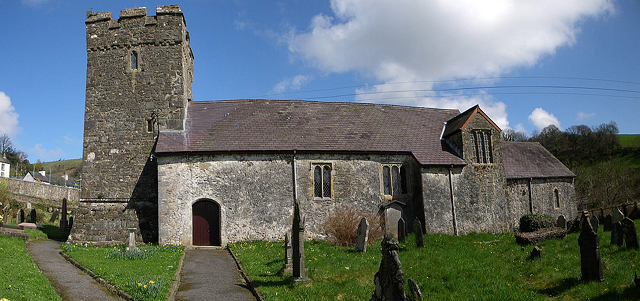
Kościół parafialny Llanfynydd w 2006 r.

Llanfynydd – wieś w hrabstwie Carmarthenshire w Walii, leżąca 16 km na północny wschód od miasta Carmarthen. Liczba mieszkańców według spisu powszechnego Zjednoczonego Królestwa w 2011 wynosiła 499.

## Dziedzictwo
Kościół parafialny Church in Wales to zabytkowy budynek klasy II poświęcony świętemu Egwadowi, biskupowi Walii z VII wieku. Najstarsza wieża pochodzi z około 1400 roku. Nawa północna została dobudowana w XVI wieku. Budynek został odrestaurowany w 1861 roku, kiedy dodano kolejne okna. Jedyną wskazówką dotyczącą poprzedniego kościoła w dalszej części doliny jest nazwa farmy: Bryn-Yr-Eglwys („Wzgórze Kościoła”).
W 1844 Llanfynydd była miejscowością o powierzchni 11 000 akrów i 1358 mieszkańców w Cathinog Hundred. W 1929 roku populacja spadła do 581 osób.

## Publiczny protest
W lipcu 2004 roku mieszkańcy Llanfynydd, w ramach protestu przeciwko planom budowy pobliskiej farmy wiatrowej, zmienili nazwę swojej wioski na Llanhyfryddawelllehynafolybarcudprindanfygythiadtrienusyrhafnauole („piękny, cichy kościół, starożytne miejsce rzadkiej kani, któremu grozi nieszczęsne niebezpieczeństwo ze strony źle umieszczonych ostrzy”). Nazwę tę wybrano, aby odzwierciedlić obawy mieszkańców wsi, że farma wiatrowa zagrozi trzem zagrożonym gatunkom ptaków (kania ruda, kulik wielki i skowronek) oraz aby zyskać rozgłos dla swojej sprawy dzięki temu, że jest dłuższa niż dotychczas najdłuższa nazwa miejscowości w Wielkiej Brytanii: Llanfairpwllgwyngyllgogerychwyrndrobwllllantysiliogogogoch w Anglesey. Zmiana trwała tydzień.
Protest odbył się pomimo zapewnień ze strony lokalnej rady i hiszpańskiego dewelopera Gamesa Energy UK (część Gamesa Corporación Tecnológica), że pojedyncza planowana turbina wiatrowa ma być jedynie testem, mającym na celu sprawdzenie, czy dany obszar będzie odpowiedni do budowy turbin wiatrowych w przyszłości.

## Edukacja
D. Jones, miejscowy duchowny, założył w 1738 r. szkołę dzienną w Llanfynydd dla 20 dzieci.
Liczba uczniów w szkole spadła do jedenastu we wrześniu 2013 r., przy deficycie w wysokości 50 000 funtów. Rada Hrabstwa Carmarthenshire ostrzegła, że szkoła zostanie zamknięta, jeśli liczba spadnie poniżej 10. Szkoła podstawowa w Llanfynydd może zostać zamknięta, jeśli tylko dwóch uczniów ją opuści.
W grudniu 2014 r. BBC poinformowało, że chociaż szkoła nie miała uczniów, nie mogła zostać zamknięta, dopóki rada hrabstwa nie przeprowadziła konsultacji i głosowania w tej sprawie. Szkoła podstawowa bez uczniów jest utrzymywana w Carmarthenshire przez „biurokrację”.